# Иванов, Иван Григорьевич (философ)
Ива́н Григо́рьевич Ивано́в (15 ноября 1921 — 15 марта 1985, Москва, СССР) — советский и российский философ и религиовед, специалист по религиоведению и атеизму. Доктор философских наук, профессор. Один из авторов «Атеистического словаря» и учебника «Научный атеизм». Участник Великой Отечественной войны.

## Биография
В 1952 году окончил философский факультет МГУ имени М. В. Ломоносова, а в 1955 году там же окончил аспирантуру по кафедре диалектического и исторического материализма.
В 1955 году в МГУ имени М. В. Ломоносова защитил диссертацию на соискание учёной степени кандидата философских наук по теме «Понятие материи в марксистской философии и современные данные о строении материи».
С 1960 года — доцент, с 1974 года — профессор кафедры истории и теории научного атеизма философского факультета МГУ имени М. В. Ломоносова.
В 1971 году в МГУ имени М. В. Ломоносова защитил диссертацию на соискание учёной степени доктора философских наук по теме «Роль естествознания в борьбе атеистического и религиозного миропониманий» (специальность 625 — научный атеизм).

## Научные труды

### Монографии
- Методика подготовки и чтения лекций по научному атеизму. — М.: Знание, 1958. — 31 с. (Б-чка сельского лектора/ Всесоюз. о-во по распространению полит. и науч. знаний).
- Иванов И. Г., Кольцов Н. В. О научно-атеистической пропаганде среди сектантов. Знание, 1959. — 46 с. (В помощь лектору/ Всесоюз. о-во по распространению полит. и науч. знаний).
- Иванов И. Г. Современное естествознание и религия. — М.: Знание, 1965. — 48 с. (В помощь лектору/ Всесоюз. о-во "Знание". Науч.-метод. совет по пропаганде вопросов атеизма).
- Иванов И. Г. Роль естествознания в формировании атеистического мировоззрения у советских людей / Науч.-метод. совет по пропаганде атеизма при Правл. Всесоюз. о-ва "Знание". Кафедра истории и теории атеизма МГУ. — М.: Знание, 1967. — 24 с
- Иванов И. Г. Роль естествознания в развитии атеистического миропонимания. / Моск. гос. ун-т им. М. В. Ломоносова. Кафедра истории и теории атеизма. — М.: Мысль, 1969. — 191 с.
- Иванов И. Г. Как богословы извращают роль науки в жизни общества. — М.: Знание, 1969. — 32 с.
- Иванов И. Г. Социально-нравственное значение атеистического миропонимания. — М.: Знание, 1969. — 27 с. (В помощь лектору. "Актуальные проблемы научного атеизма"/ Всесоюз. о-во "Знание" 6).
- Иванов И. Г. Естествознание против богословия. — М.: Знание, 1970. — 31 с.
- Иванов И. Г. Значение естествознания в формировании атеистического миропонимания. — М.: Знание, 1975. — 64 с. (Новое в жизни, науке, технике: Серия "Научный атеизм" 12).

### Статьи
- Иванов И. Г. Атеистическое значение трудов советских естествоиспытателей // Вопросы научного атеизма. Вып. 4. Победы научно-атеистического мировоззрения в СССР за 50 лет / Акад. обществ. наук ЦК КПСС. Ин-т научного атеизма. — М.: Мысль, 1967. — С. 205—241. — 463 с. — 22 000 экз.